# Stade Georges-Boulogne
Stade Georges-Boulogne – wielofunkcyjny stadion w Amboise, we Francji. Obiekt może pomieścić 2500 widzów. Swoje spotkania rozgrywają na nim piłkarze klubu AC Amboise. Stadion był jedną z aren piłkarskich Mistrzostw Europy U-17 w 2004 roku (rozegrano na nim dwa spotkania fazy grupowej turnieju), a także Mistrzostw Europy kobiet U-19 w 2008 roku (odbyły się na nim trzy mecze fazy grupowej tych zawodów).